# Gryon simile
Gryon simile är en stekelart som beskrevs av Mikhail Vasilievich Kozlov och Kononova 1989. Gryon simile ingår i släktet Gryon och familjen Scelionidae. Inga underarter finns listade i Catalogue of Life.